# 3134 Kostinsky
3134 Kostinsky este un asteroid din centura principală, descoperit pe 5 noiembrie 1921 de Serghei Beliavski.